# Chlormadinon
Chlormadinon ist ein synthetisch hergestelltes Sexualhormon (Progestin). In Form seines Esters Chlormadinonacetat wird es zur Behandlung von Hormonstörungen der Frau, zur Hormonersatztherapie in den Wechseljahren und in Kombination mit Ethinylestradiol zur hormonellen Empfängnisverhütung (Antibabypille) verwendet.

## Wirkungsweise
Chlormadinon weist eine antiestrogene Wirkung auf. Es vermindert die Beweglichkeit der Eileiter und macht den Zervixschleim dickflüssiger. Der Eitransport wird gestört und ein Eindringen der Spermien in die Gebärmutter verhindert. In höheren Dosen hemmt Chlormadinon die Ausschüttung der gonadotropen Hormone aus der Hirnanhangsdrüse. Die gonadotropen Hormone LH und FSH steuern die Aktivität der Eierstöcke (z. B. den Eisprung) und Umwandlungsvorgänge in der Gebärmutterschleimhaut.
Chlormadinon hat ferner eine antiandrogene Partialwirkung, die auf der Fähigkeit der Substanz beruht, Androgene von ihren Rezeptoren zu verdrängen. Die ist von Bedeutung für die Therapie androgenabhängiger Erkrankungen wie Hirsutismus, androgenetischer Haarausfall und Acne seborrhoica.
Eine schwangerschaftserhaltende Wirkung konnte, wie auch für andere synthetische Gestagene, für Chlormadinon nicht nachgewiesen werden.

## Anwendungsgebiete
Der Wirkstoff wird als Chlormadinonacetat, dem C17-Essigsäureester des Chlormadinons, in Arzneimitteln eingesetzt. Es ist angezeigt in der Hormonersatztherapie bei Beschwerden in den Wechseljahren, zur Behandlung von Wucherungen der Gebärmutterschleimhaut, von unregelmäßigen Zyklen und Menstruationsbeschwerden (z. B. Oligomenorrhoe, Polymenorrhoe, Hypermenorrhoe, Dysmenorrhoe, sekundäre Amenorrhoe) und von schmerzhaften Spannungsgefühlen in der Brust (Mastodynie). In Kombination mit Ethinylestradiol dient es der hormonellen Empfängnisverhütung.
Patientinnen, die an androgenetisch bedingten Erkrankungen (etwa Akne, siehe Abschnitt Wirkungsweise) leiden, können therapeutisch von der antiandrogenen Wirkung des Chlormadinonacetats profitieren.

## Nebenwirkungen
Eine bekannte, seltene Nebenwirkung unter der Anwendung kombinierter oraler hormoneller Kontrazeptiva ist das Auftreten venöser thromboembolischer Ereignisse (VTE). Eine retrospektive Kohortenstudie (RIVET-RCS1) ergab, dass Frauen, die kombinierte hormonale Kontrazeptiva mit den Wirkstoffen Chlormadinonacetat und Ethinylestradiol einnehmen, ein 1,25-fach erhöhtes Risiko für ein VTE haben im Vergleich zu Frauen, die Mittel mit den Wirkstoffen Levonorgestrel und Ethinylestradiol einnehmen. Dies entspricht einem Risiko von 6 bis 9 Fällen von VTE pro 10.000 Frauen pro Jahr. Im Vergleich dazu treten bei Frauen, die keine oralen Kontrazeptiva anwenden und nicht schwanger sind, jährlich etwa 2 Fälle von VTE pro 10.000 Frauen auf.
Als seltene Nebenwirkung kann ein Meningeom (ein gutartiger Tumor der Hirnhaut) auftreten. Das Risiko dafür steigt bei Einnahme einer hohen Dosierung oder über einen langen Zeitraum. Daher hat der Pharmakovigilanzausschuss (PRAC) der Europäischen Arzneimittel-Agentur (EMA) im Juli 2022 empfohlen, dass Medikamente mit einer hohen Chlormadinon-Dosis (5 – 10 mg) nur in der niedrigsten wirksamen Dosierung und nur so kurz wie möglich eingesetzt werden sollen, und nur dann, wenn andere Behandlungsmöglichkeiten nicht infrage kommen.

## Handelsnamen
Monopräparate
Chlormadinon 2 mg fem (D)
Kombinationspräparate
- mit Ethinylestradiol: Amelina (D), Balanca (D, A), Belara (D, A, CH), Bellissima (D), Chariva (D), Enriqa (D), Lilia (D), Madinance (D), Madinette (D, A), Minette (D), Mona Hexal (D), Neo Eunomin (D), Pink Luna (D)